# Polémica sobre los hallazgos epigráficos de Iruña-Veleia en 2006
La polémica sobre los hallazgos epigráficos de Iruña-Veleia en 2006 hace referencia a unos hallazgos epigráficos supuestamente extraídos en excavaciones regulares en el yacimiento arqueológico de Iruña-Veleia (situado en el municipio de Iruña de Oca a unos 10 km al oeste de la ciudad de Vitoria en España) y que fueron hechos públicos el 8 y el 15 de junio de 2006 por un equipo de arqueólogos, historiadores y expertos lingüistas liderado por Eliseo Gil, directivo de la empresa Lurmen SL, concesionaria de las excavaciones financiadas desde 2002 por Euskotren. (Existe abundante material gráfico del conjunto completo de óstraca hallado tanto en la página documental de la Diputación Foral de Álava como en el repositorio Ostracabase.)

## Antecedentes
El yacimiento arqueológico de Iruña-Veleia, popularmente conocido desde el siglo XIX como el  oppidum de Iruña, alberga los restos de época romana más significativos de la provincia de Álava y de todo el País Vasco (España). Además de su pasado romano conserva importantes huellas de la etapa prerromana. Durante el medievo se instaló en su solar el priorato de Nuestra Señora de Iruña, de la Orden de San Juan, dependiente de la Encomienda de Burgos y Buradón.

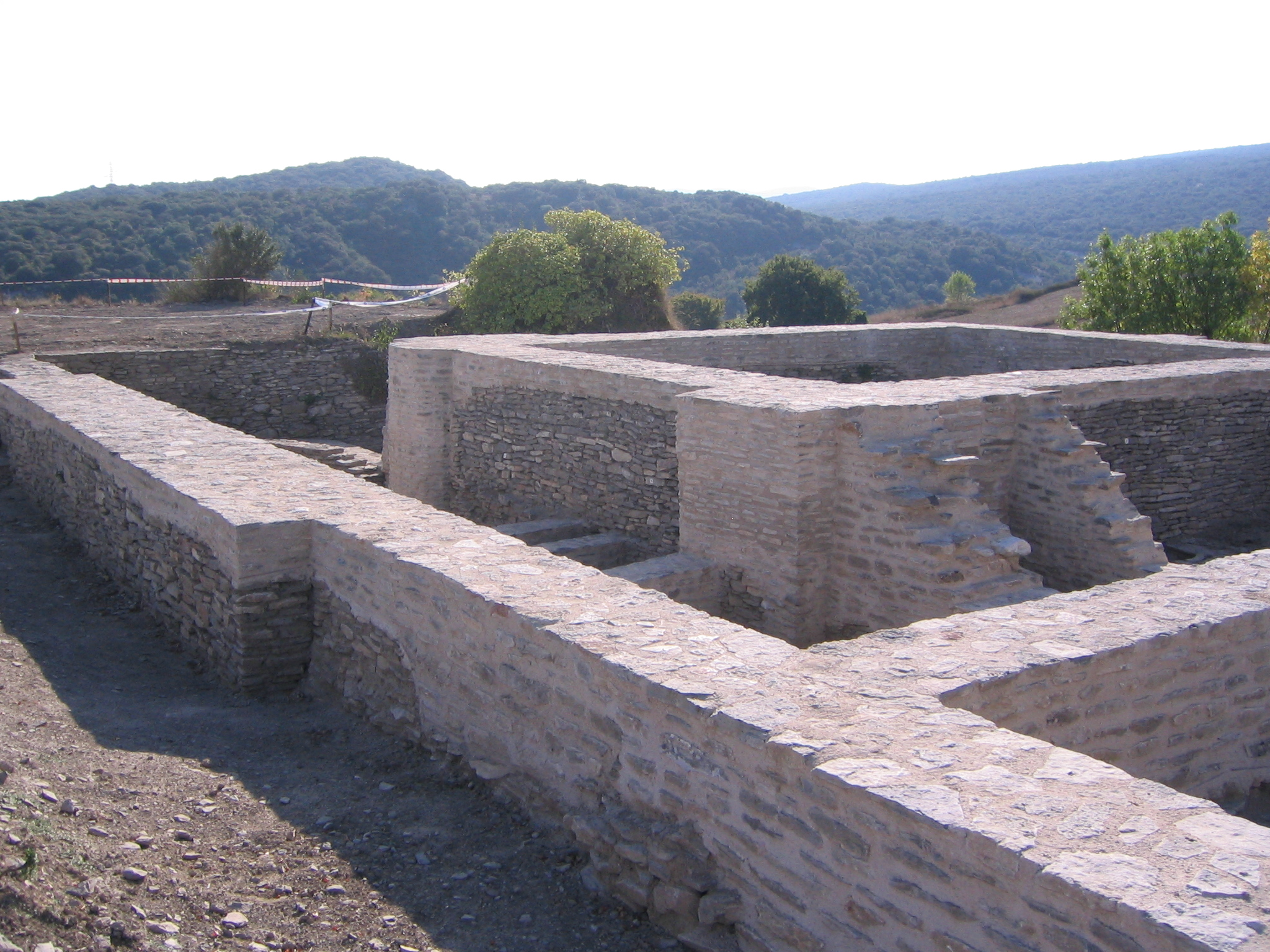
Restos de edificio romano.

El equipo de estudio y presentación de los materiales epigráficos lo componían en 2006 Eliseo Gil, Idoia Filloy y Emilio Illaregui (arqueólogos veteranos, el tercero de la Universidad SEK de Segovia), Pilar Ciprés y Juan Santos Yanguas (historiadores-epigrafistas de la UPV-EHU), Henrike Knörr y Joaquín Gorrochategui (filólogos vascos de la UPV-EHU), y  Zoilo Calleja (responsable del patrimonio diocesano).
Los hallazgos, gran parte de los cuales en realidad se habían producido ya durante el verano de 2005, e incluso sido parcialmente anunciados en la revista oficial de arqueología vasca, aunque no habían llamado la atención, se presentaron en junio de 2006 con gran aparato de prensa como "revolucionarios". La aparición de casi 300 óstraca (fragmentos de cerámica con inscripciones) datados en principio entre el siglo III y el VI, en los que aparecían jeroglíficos egipcios, la representación de un Calvario, diversas escenas de la vida cotidiana y muchos textos en euskera y latín -los primeros con un sorprendente parecido a la lengua actual-, suponían un cambio radical en las diferentes hipótesis que desde varias disciplinas se había barajado hasta ese momento.

## Inicio y desarrollo de la polémica
Al mismo día siguiente de que los hallazgos fueran anunciados en prensa, el 8 de junio de 2006, en el por entonces más concurrido foro de Arqueología e Historia de Internet, comenzaron algunas intervenciones escépticas ante diversos titulares y declaraciones, aunque aún ni siquiera se conocían las tres o cuatro fotos presentadas ante la prensa. El mismo día 8 también se abrió un post específico en el antiguo blog de Terrantiqvae, que ofreció noticias y las mejores ilustraciones, aunque muy escasas, del momento.
En Celtiberia.net fueron observadas de inmediato, aunque en medio de la marea periodística y el júbilo general, dos llamadas a la cautela, la primera en una frase perdida, al final de uno de los muchos reportajes, en el Diario de Noticias de Álava, por parte de una fuente desconocida de la Real Academia de la Lengua Vasca), el mismo día 8 y, el día 10, una segunda, de la por entonces consejera de Cultura y portavoz del Gobierno Vasco (Partido Nacionalista Vasco), filóloga y académica vasca, Miren Azkarate. Se sumó al interrogante, con respecto a los euskéricos (aunque estos no serían presentados oficialmente a la prensa hasta el día 15 siguiente), la tarde de ese mismo día 10, el blog en euskera FiloBlogia (Euskarazko idatzirik zaharrenak Iruña-Veleian?: ¿Los de Iruña-Veleia son los más antiguos escritos en euskera?). A través de distintas intervenciones en los días y meses siguientes, siempre con mayor escepticismo en Celtiberia.net, la inicial sorpresa por los hallazgos fue dando paso a la sospecha de falsedad, que no hizo sino aumentar a medida que se fueron conociendo y cotejando nuevos datos.
La excepcionalidad en varios aspectos, como jeroglíficos, un RIP sobre el supuesto Calvario, la palabra "Anquises" (en vez del epigráficamente correcto Anchisa), dobles flechas, la supuesta mención de Nefertiti.., todo ello más tarde considerado igualmente imposible por la comunidad científica en la época histórica que se afirmaba, entre otras, así como los inexplicables retrasos (hasta seis veces) en la presentación habitual de los materiales a la comunidad científica, fuera en congresos o en revistas científicas de prestigio, llevaron en enero de 2008 a la Diputación Foral de Álava, propietaria del yacimiento (cuya Diputación de Cultura unos meses antes, en julio de 2007, había pasado del Partido Popular a Eusko Alkartasuna), a encargar una evaluación externa a una comisión científica de expertos dirigida por Félix López López de Ullibarri, jefe del Servicio del Patrimonio Histórico-Artístico y Arqueológico, e integrada por catedráticos y doctores de diversas universidades españolas y europeas. Los dictámenes resultantes, presentados en rueda de prensa el 19 de noviembre de 2008, confirmaron las sospechas manifestadas en Internet desde el principio y, trabajando ya sobre el conjunto de los materiales, revelaron más y múltiples irregularidades, validando la sospecha de fraude. Como consecuencia de ello, la institución foral revocó aquel mismo día el permiso de excavación a la empresa de Eliseo Gil, Lurmen, S.L. (concesionaria de las excavaciones). Se daba la circunstancia de que esta empresa disfrutaba desde 2001 de un fuerte presupuesto anual, procedente del patrocino de la empresa pública Euskotren y de otras instituciones. En la primavera de 2009 el affaire se judicializó, con la presentación de varias querellas por parte de Euskotren y de la Diputación Foral de Álava contra Lurmen.
En abril de 2010 el Consejo de Gobierno foral aprobó un Nuevo Plan Director 2010-2020 para el yacimiento, elaborado por un equipo multidisciplinar dirigido por el profesor titular de arqueología de la Universidad del País Vasco Julio Núñez. Según el proyecto firmado con la universidad, este profesor será quien lidere la dirección científica y de investigación del proyecto en "las labores referidas directamente al ámbito de la arqueología".

## Hallazgos extraordinarios
Con los hallazgos anunciados a la prensa en junio de 2006, Iruña-Veleia se convertía en un yacimiento excepcional, comparable a Vindolanda (Reino Unido) o Pompeya (Italia).
La noticia de los descubrimiento tuvo un gran eco mediático y tanto el gran público, como expertos de distintas disciplinas (historiadores, epigrafistas, egiptólogos y filólogos) esperaban con ansiedad la publicación del material, así como de las memorias de la excavación y los informes de validación, prometidos para otoño de 2006.

### Calvario del siglo III
Anexo: Supuesto Calvario del siglo III de Álava
Se trata de una representación de Jesús crucificado grabada en una pequeña pieza cerámica de diez centímetros cuadrados. En la escena del monte Gólgota, junto a Jesús crucificado, aparecen los ladrones Dimas y Gestas, así como dos figuras que podrían representar a la Virgen y San Juan. En la parte superior de la cruz parece leerse el epitafio RIP: requiescat in pace, es decir "descanse en paz".
El Calvario fue datado en el siglo III por el equipo del yacimiento, que dirigía el arqueólogo Eliseo Gil, es decir que se trataría de un Calvario tres siglos más temprano que el hallado en las catacumbas de Roma, del siglo VI, considerado hasta 2006 la representación de Jesús crucificado más antigua del mundo.
La pieza apareció junto a otros dibujos de crucifixiones de dioses paganos, como la del inexistente dios Mono crucificado junto a Vulcano, Ceres, Tellus y Vertumnus, y además, textos cristianos del tipo pater noster. Lo extraordinario de esta pieza consistiría en que la representación de Jesús en la cruz data de la época constantiniana y su principal anomalía sería, precisamente, el "RIP", ya que es contrario a la fe cristiana en la resurrección. Se hubiera esperado en todo caso el clásico INRI. El informe de la comisión de expertos sobre los motivos iconográficos de carácter cristiano dirigido por Julio Núñez, profesor titular del área de Arqueología de la UPV y encargado al profesor Giuliano Volpe, de la Universidad de Foggia, asesorado por el profesor Carlo Carletti, de la Universidad de Bari, especialista en epigrafía cristiana, y por el profesor Fabrizio Bisconti, de la Universidad de Roma, iconógrafo, concluía que se trataba con toda evidencia de falsificaciones en algún caso pedestres e incongruentes hechas en época moderna, muy probablemente contemporánea a los hallazgos.

### Jeroglíficos egipcios del siglo III
Anexo: Supuestos jeroglíficos egipcios del siglo III de Álava
También se han descubierto en Iruña-Veleia supuestos signos jeroglíficos egipcios y grafías en latín sobre hechos históricos de Egipto del siglo III.
Asimismo han llamado la atención graffiti con los nombres Nefertiti y Nefertari, que son adaptaciones convencionales del siglo XX de los personajes históricos para facilitar la pronunciación de los nombres egipcios a un público occidental, de lengua románica o germánica, cuya fonética es muy diferente de las lenguas afroasiáticas (antiguamente llamadas camito-semíticas), familia a la que pertenecía el egipcio antiguo.
El egiptólogo José Manuel Galán Allué, miembro de la comisión de expertos, ha afirmado que las piezas que contienen estos graffiti no pueden ser clasificados como “jeroglíficos egipcios” y que tanto los de caracteres de inspiración egipcia, como las supuestas transcripciones ”latinas” plantean serias dudas sobre su autenticidad.
La egiptóloga Ulrike Flitz, profesora de la Universidad de Tübingen (Alemania), propone por el contrario que los grafitos pueden ser verdaderos y serían meras imitaciones sin significado tal como se hacía en otros muchos lugares donde se imitaba la cultura egipcia por el presgitio que tenía. Por otra parte que aparezca "Nefertiti" en Iruña-Veleia solo indicaría que dicho personaje era conocido en todo el imperio.
Las supuestas tesis de Ulrike Fritz, son desmontadas por el egiptólogo Juan Carlos Moreno en su carta  a David Montero 

Estimado amigo Montero, No hay de que extrañarse. A estas alturas del culebrón todo vale ya en los desesperados intentos por “probar”, como sea, que los “hallazgos egipcios” de Veleia son auténticos. Vayamos por partes:

1. en primer lugar, el informe menciona la existencia de ejercicios escolares donde, curiosamente, se utiliza el copto, la lengua habitual de la población de Egipto en el siglo III, y no los jeroglíficos. Los ejemplos que ofrece (pp. 6-7) de pseudotextos en jeroglíficos se alejan de lo visto en Veleia: en esos ejemplos vemos jeroglíficos egipcios de verdad, cuya posición en la inscripción corresponde a las prácticas egipcias, si bien el texto carece de sentido. Lo que sí se aprecia en la p. 7 es que quien compuso el pseudotexto copió ciertas secuencias de signos que suelen aparecer juntas, pero es la suma de secuencias la que resulta incomprensible. En cambio, en Veleia, ni los signos ni su disposición corresponden a las prácticas habituales en Egipto. Todo ello es compatible con lo que sabemos sobre el uso de los jeroglíficos en Egipto: en el siglo II de nuestra era ya empezaban a resultar incomprensibles en el único ámbito donde aún se empleaban, como eran los templos, y esto era así tanto en las inscripciones monumentales como en las transcripciones del Libro de los Muertos;

2. en segundo lugar, las siguientes páginas del informe (pp. 7-15) me dejan de piedra. Uno esperaría un estudio de los supuestos signos de Veleia basado en la comparación con materiales de época greco-romana: formas de los signos, disposición de los mismos en las fuentes originales, etc. Pero he aquí que la doctora Fritz se limita a practicar el juego que tanto ha entusiasmado a los partidarios de la validez de los “hallazgos”: acudir a la lista canónica de Gardiner (unos 700 signos) y jugar a buscar similitudes: ¡malo sería que, forzando un poco la imaginación, cualquiera de los garabatos no se pareciese, ni por asomo, a alguno de esos 700 signos! Y es que, lo extraño, como he dicho al comienzo de este párrafo, es que la autora no haya acudido a la epigrafía ptolemaica, con sus 10.000 signos, lo que hubiera facilitado aún más su juego. Y es que mucho me temo que la pobre doctora Fritz esté un poco pez en la escritura egipcia de época grecorromana. Luego volveré sobre este tema. En todo caso, el juego conduce al resultado previsible: tras haber “identificado” posibles/supuestos signos, las secuencias resultan ilegibles. Algo extrañísimo si, como nos dijeron desde el principio, estos garabatos eran ni más ni menos que jeroglíficos clásicos de trazo perfecto. Las conclusiones a las que llega, en la página 15, son de antología: mezcla ejercicios escolares de diversas épocas, que nada tienen que ver con lo visto en Veleia, como en el caso de los textos de Der el-Medina (en hierático) o los ejemplos que ella misma propone en El Fayum (copto-griego), para afirmar, sin ninguna prueba, que los pseudotextos de Veleia pudieran pertenecer a la misma categoría (seem like “exercises”). Llamativo resulta también que, precisamente, no mencione los textos de Tebtunis, localidad grecorromana del Fayum, que están siendo estudiados en la Universidad de Tübingen, y donde se ven listas de términos egipcios, en jeroglíficos, acompañados de explicaciones en hierático, por no mencionar dos papiros simplemente extraordinarios y que consisten en la copia de inscripciones jeroglíficas de la localidad de Asiut/Siut dos mil años anteriores.

3. Sin embargo, es en la parte final de su memoria, donde la doctora Fritz realiza un (llamémoslo piadosamente) “análisis fonético”, donde las conclusiones entran de lleno en el terreno del desbarre, si se me permite la expresión. Ni un sólo estudio de evolución fonética de la raíz NFR como el que yo mismo expuse en otros mensajes de este foro basándome en las obras de referencia de Osing, Peust, Roquet, Loprieno o Lacau, entre otros. De nuevo, la doctora Fritz se mueve en un terreno que, evidentemente, no domina en absoluto, limitándose, como en el caso de la lista de signos jeroglíficos de turno, a acudir al manualito más a mano. Y en este caso, se trata del repertorio onomástico compilado por Ranke. Sus conclusiones, sonrojantes, son que los nombres de reyes y reinas entraban en la composición de la onomástica habitual en el país. ¡Gran hallazgo, sí señor! Pero es que en Veleia estamos hablando de algo bien diferente, y es la presencia de nombres egipcios ¡en español! Y por eso no hubiera estado de más que nos explicase con qué argumentos cuenta para explicar la presencia de Nefertiti, Nefertari o Ramsés. La nota 6 de la página 20 es todo un recital de ignorancia: no sólo el Ramsés “veleiense” se convierte, como por arte de magia, en Ramsis (?), sin establecer ningún nexo entre las formas latina y griega de ese nombre y la que aparece en Veleia, sino que nos “descubre” la existencia de nombres griegos compuestos con NFR. Vuelvo a remitir a mis mensajes anteriores donde analizo esta cuestión en detalle, pero un breve resumen no resultará innecesario: la raíz NFR 1) con primera sílaba larga y acentuada se vocalizaba /Naf/, que luego pasa a /Nu/ en todos los dialectos coptos: ASI ES COMO PRONUNCIABAN LOS ANTIGUOS EGIPCIOS; 2) con primera sílaba breve y acentuada, hubiera dado en copto /no/ (como curiosidad, es como ha llegado hasta el español en nombres propios como Onofre u Onofrio, procedentes del antiguo wnn-nfr); 3) si la primera sílaba no hubiera sido acentuada, en copto hubiera pasado a /e/ o no se hubiera escrito. Y Nefertiti era un nombre donde la primera sílaba SI IBA ACENTUADA Y, POR TANTO, JAMAS PODIA PASAR A /NEF/. A ver si de una vez queda claro. También remito a mis observaciones anteriores sobre los problemas que encontraban los escribas griegos al transcribir sonidos que resultaban extraños para su sistema fonético, de ahí que en el mismo documento el nombre de la misma persona pueda aparecer como nefer, nofer, etc. Porque son, precisamente, los NUMEROSOS EJEMPLOS DE TRANSCRIPCION DE NFR en griego lo que, junto con las fuentes coptas y las transcripciones a otras lenguas, como el acadio, las que permiten seguir en el tiempo, SIN ASOMO DE DUDA, su evolución.

Por todo ello, el breve, simplón y muy superficial estudio de la doctora Fritz resulta decepcionante ya que no aporta estrictamente nada. Nada. Demuestra no tener ni idea de fonética histórica o de epigrafía egipcias de época romana. Y esto no es un demérito, ya que su especialidad es … ¡el estudio de la arquitectura de las tumbas egipcias del tercer milenio antes de Cristo! Por qué nuestros buenos amigos Gil y cía. han recurrido como asesora a esta doctora, muy joven además, y sin ninguna experiencia ni conocimientos acreditados en los campos sobre los que debía emitir su dictamen, es todo un misterio. A menos que haya quien piense, con una mentalidad un tanto infantil, que la simple evocación del nombre “Universidad alemana”, o “egiptóloga de la universidad de Tübingen” hará enmudecer a los críticos y conferirá calidad automáticamente al informe. Por supuesto, nada de cuanto he escrito será aceptado por los “filoveleienses” y seguro que dentro de unos meses habrá que volver a repetir otra vez lo mismo. Sin embargo, me parecía útil sacar a la luz la nada que encierra el informe de la doctora Fritz, a quien me parece han embarcado en una aventura que ella no sospecha en absoluto

Saludos a todos, Juan Carlos Moreno García

### Graffiti en euskera de los siglos III a VI
Anexo: Supuestos graffiti en euskera de los siglos III a VI
Las inscripciones en euskera, muchas de temática cristiana, causaron sorpresa y asombro general en el campo de la filología vasca. Fueron datadas entre los siglos III y VI, lo que hubiera supuesto una prueba irrefutable de la existencia del euskera en Álava en época romana y de que los pueblos prerromanos várdulos y caristios eran de habla vasca. Con ellas se habría cerrado definitivamente la controversia sobre la vasconización tardía, tal como remarcó en su momento el lingüista Joaquín Gorrochategui:

Pero a nadie se le escapa la importancia que tiene afinar entre el III y el VI. No es lo mismo que los materiales [vascos] sean de un siglo u otro. Si fueran del III, estaríamos en pleno ámbito romano; si del VI, en los inicios de la época visigótica. Y las implicaciones de cada una de estas cronologías son importantísimas para apuntalar o refutar teorías diferentes.

Sin embargo, el propio Gorrochategui junto a Joseba Lakarra, máximas autoridades en euskera antiguo y miembros de la comisión de expertos, concluyeron que dichas inscripciones eran fraudulentas.

## Cuestionamiento de los hallazgos
Anexo: Cronología del debate sobre la autenticidad de los hallazgos
Los materiales encontrados han sido sometidos a diferentes estudios para poderlos datar y confirmar su autenticidad. El estudio principal se llevó supuestamente a cabo en los laboratorios de espectroscopia nuclear del CEA-CNRS en Francia en donde se analizó la pátina superficial quedando supuestamente determinado que cuando el material fue enterrado en el siglo III ya estaban los grafitos hechos aunque también se llevaron a cabo otros habituales como el de las referencias del entorno y el de análisis de C14 que se realizaron en los laboratorios de Geochron en Cambridge, Massachusetts (USA) y en el Centre for Isotope Research de la Universidad de Gróningen en Holanda.
En referencia al ejemplo dado en la polémica lingüística para el que se utilizó la palabra iankoa señalan que dicha palabra no aparece en las inscripciones, en las que sí aparecen palabras como zuri (blanco), urdin (azul) o gorri (rojo); verbos como edan (beber), ian (comer) o lo (dormir), o expresiones religiosas como Iesus, Ioshe ata ta Mirian ama (Jesús, José padre y María madre).
El catedrático en Prehistoria de la Universidad Complutense de Madrid y Anticuario Perpetuo de la Real Academia de la Historia, Martín Almagro Gorbea, defensor de tesis celtistas, calificó los hallazgos de Iruña-Veleia como «broma y estafa» en una entrevista que se supone concedida en noviembre de 2008. Coincidiendo con ello en la valoración de las anomalías más comentadas desde su aparición, algunas de las cosas que más sorprendieron a Almagro fueron las inscripciones en euskera, los jeroglíficos egipcios y el supuesto Calvario del siglo III.

## Investigación de la Diputación de Álava
Anexo: Comisión científico-asesora de la DFA
La importancia del descubrimiento y la posterior polémica dieron lugar a que la Diputación Foral de Álava encargara a un equipo de 26 expertos la evaluación de los hallazgos. El día 19 de noviembre de 2008 una representación de este equipo hizo públicas sus conclusiones cuestionando la autenticidad de muchos de ellos.
A la vista de los informes presentados por la comisión de expertos la Diputación Foral de Álava revocó la licencia de excavación a la empresa Lurmen S.L. que se encargaba de los trabajos arqueológicos bajo la dirección del arqueólogo Eliseo Gil, y puso los hechos en conocimiento del Ministerio Fiscal por si fueran constitutivos de delito. 
El responsable del equipo arqueológico Eliseo Gil en rueda de prensa efectuada el 20 de noviembre defendió la autenticidad de los hallazgos calificando 

de meras «opiniones» los argumentos de los expertos. Consideró que la comisión «se ha extralimitado en sus competencias» porque se formó para «asesorar sobre unos hallazgos controvertidos, no para fundamentar una resolución como la que ha hecho». Además, se quejó de que ha actuado con «falta de garantías» hacia él y su equipo.

Esta afirmación ha sido contestada en una entrevista posterior por el profesor Lakarra:

El ex director de las excavaciones de Veleia, Eliseo Gil, califica de «opiniones» los informes de 26 expertos de varias universidades. ¿Le duele?

-Cuando todos decimos lo que decimos, lo que él dice no se sostiene. Filólogos, historiadores, arqueólogos, epigrafistas, físicos y químicos coincidimos en el dictamen. En la última reunión, el representante de los arqueólogos le dijo a Eliseo que había fallos muy graves de método. El químico dijo que las pruebas aportadas de laboratorios extranjeros eran incompletas.

El 5 de diciembre de 2008 la Diputación Foral de Álava presentó una denuncia ante la fiscalía de Vitoria contra la empresa Lurmen SL por un presunto delito de ataque al patrimonio cultural.
Con fecha 25 de marzo de 2009, la Diputación Foral materializó en el juzgado de guardia de Vitoria una querella formal contra tres personas. Aunque la diputada López de Lacalle declinó precisar los nombres concretos, las informaciones de prensa señalan que se trata "del arqueólogo y ex director del yacimiento Eliseo Gil, del geólogo de su equipo, Óscar Escribano, y del coordinador de las analíticas, el supuesto físico nuclear Rubén Cerdán". Los dos primeros estarían acusados de un delito contra el patrimonio alavés, mientras Gil y Cerdán lo serían además de estafa; según otro medio, una de las tres personas sería más bien la codirectora de Veleia, Idoia Filloy.
Además de esta vía penal, la Diputación ha abierto un expediente administrativo sancionador contra Lurmen, S.L., con una sanción máxima administrativa aplicable de 150.000 euros, en el que se afirma textualmente:

"Hemos constatado la falta y/o graves defectos de método arqueológico seguido en la excavación; la manipulación y tergiversación de los informes aportados en garantía de la autenticidad de los hallazgos; la falta de acreditación, requerida por una orden foral previa, sobre la capacitación profesional del asesor científico de Lurmen SL; la negativa a aportar informes de analítica que se dicen realizados por los laboratorios CEA-CNRS de Saclay, en París, y otros; la existencia de hechos de falsificación de inscripciones arqueológicas por un trabajador; y la falta de control de su dirección en la seguridad del yacimiento."
La Diputación se querella contra el arqueólogo Eliseo Gil por el 'caso Veleia', DNA 25/3/2009.

La querella de la Diputación contra Eliseo Gil, Idoia Filloy y Rubén Cerdan continúa en fase de instrucción. Un informe solicitado por el juzgado de Álava que instruye la causa al Instituto del Patrimonio Cultural de España, concluyó que 35 de las 39 piezas que se les habían presentado para ser analizadas en el curso de la instrucción eran falsas. Una querella presentada por Eliseo Gil contra la Diputación y la UPV fue desestimada en mayo de 2009. Posteriormente, dos querellas contra Eliseo Gil e Idoia Filloy, presentadas por la sociedad pública ETS de EuskoTren, fueron asimismo desestimadas.
En 2018, la Audiencia Provincial de Álava confirmó la existencia de indicios suficientes para juzgar a Eliseo Gil, un socio y un trabajador suyo por presunta estafa y daños. En junio de 2020, Eliseo Gil fue condenado a dos años y tres meses de cárcel por falsedad documental y estafa, mientras que su colaborador Rubén Cerdán fue condenado a un año y tres meses. Ambos fueron condenados a pagar 12900 euros a la Diputación de Álava.

## Anexos
1. Anexo sobre el supuesto Calvario del siglo III de Álava
2. Anexo sobre los supuestos jeroglíficos egipcios del siglo III de Álava
3. Anexo sobre los supuestos graffiti en euskera de los siglos III a VI
4. Anexo sobre otros elementos extraordinarios hallados en Iruña-Veleia en 2006
5. Anexo sobre la cronología del debate de la autenticidad de los hallazgos
6. Anexo sobre la plataforma SOS Iruña-Veleia
7. Anexo sobre la Comisión científico-asesora de la DFA